# Kanton Cosne-Cours-sur-Loire-Sud
Der Kanton Cosne-Cours-sur-Loire-Sud war von 1985 bis 2015 ein französischer Kanton im Arrondissement Cosne-Cours-sur-Loire, im Département Nièvre und in der Region Burgund; sein Hauptort war Cosne-Cours-sur-Loire.

## Gemeinden
Der Kanton bestand aus dem südlichen Teil der Stadt Cosne-Cours-sur-Loire (angegeben ist hier die Gesamteinwohnerzahl) und weiteren vier Gemeinden:
| Gemeinde              | Einwohner Jahr | Fläche km² | Bevölkerungsdichte | Code INSEE | Postleitzahl |
| --------------------- | -------------- | ---------- | ------------------ | ---------- | ------------ |
| Alligny-Cosne         | 864 (2013)     | –          | – Einw./km²        | 58002      | 58200        |
| Cosne-Cours-sur-Loire | 10.629 (2013)  | –          | – Einw./km²        | 58086      | 58200        |
| Pougny                | 483 (2013)     | –          | – Einw./km²        | 58213      | 58200        |
| Saint-Loup            | 495 (2013)     | –          | – Einw./km²        | 58251      | 58200        |
| Saint-Père            | 1.147 (2013)   | –          | – Einw./km²        | 58261      | 58200        |